# Торф ялинковий
Торф ялинковий (рос. торф еловый, англ. spruce peat, нім. Fichtentorf m, Fichtenwaldtorf m) — вид торфу низинного типу, що містить 40 % і більше деревних залишків, з яких бл. 50 % складають кора і деревина ялини. Розповсюджений в околиці притерасних торфових боліт або ділянок заболочених ялинових лісів навколо великих торфових боліт переважно на півночі, зокрема, на півночі Європи. Поклади Т.я.  невеликі. Ступінь розкладу 30-60 %, вологість 87-89 %, зольність до 15 %. Використовується як паливо.

## Інші види торфу
| - Фускум-торф - Фрезерний торф - Магелланікум-торф - торф вербовий - торф верховий - торф гіпновий | - торф деревний - торф деревно-моховий - торф деревно-трав'яний - торф мезотрофний - торф моховий - торф низинний - торф перехідний | - торф похований - торф сфагновий - торф трав'яний - торф тростинний - торф хвощевий - торф шейхцерієвий - торф ялинковий |